# Anna Berndtson

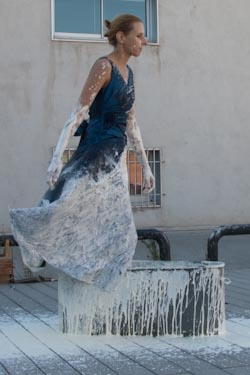
Anna Berndtson, Churned, 4-5 timmar, Live Performance

Anna Berndtson, född 1972 i Malmö, är en performancekonstnär. 

## Biografi
Anna Berndtson utbildade sig i performance vid Dartington College of Arts i England 1996–1999. Hon examinerades med en Bachelor of Arts i teater. 
Under åren 2001–2005 studerade Berndtson performance i Marina Abramovic-klassen på Hochschule für Bildende Künste i Braunschweig. Här examinerades hon med ett diplom (motsvarande masterexamen) i bildkonst.
Anna Berndtson har undervisat i performancekonst bland annat på Fachhochschule Ottersberg och på Sverigefinska folkhögskolan, Haparanda.

## Konstnärskarriär
Anna Berndtson inledde sin konstnärliga karriär i slutet av 1990-talet. Hennes konstnärskap består huvudsakligen av long duration live performance i vilken hennes egen kropp ofta är av central betydelse. Till exempel hennes verk "Churned" där hon klev ner i en balja med grädde och kärnade den till smör under loppet av flera timmar. Sedan mitten av 2000-talet framställer hon dessutom foto- och video-verk.
Hon har sedan det tidiga 00-talet under längre perioder bott i Berlin. År 2003 grundade Berndtson performance duon TBL (TallBlondLadies) tillsammans med sin konstnärliga partner tyskan Irina Runge. Duon fokuserar på att utmana och invertera könsbundna tankemönster och kvinnliga klichébilder i sin egen oberoende konstnärliga verksamhet.
År 2006 deltog hon i den fjärde årliga Lilith by Night performancefestivalen på Teater Lilith i Malmö, där hon red på en död gås i ett verk inspirerat av Selma Lagerlöfs Nils Holgersson. Hennes video "Ducky" ställdes ut under gallerinatten och i november var hennes verk "VM feber" en del av den danska konstfestivalen Junge hunde på Palladium.  Berndtson var en av artisterna på andra året av konstfestivalen Live action i Göteborg 2007. Året därpå höll hon en workshop samt agerade  i sitt performance "The Sky's the Limit", där hon använde hårspray för att göra ett uttalande om miljön, på konstklubben krock! på Uppsala Stadsteater. Hon återvände till Uppsala i juni för performancefestivalen Friktioner. 2013 deltog hon i Liljevalchs vårsalong med photomontage av den saudiska upplagan av Ikeakatalogen. Hennes verk reagerade på detaljhandelsföretagets beslut att stryka bilderna på kvinnorna i deras katalog, genom att återinföra bilder på kvinnor på katalogsidorna, Bilderna på Berndtson själv inkluderade henne bl a poserande i köket med en motorsåg. På hösten uppträdde hon på Bergmancenter och Bergmangårdarna på Fårö, efter att ha erhållit ett konststipendium från den sistnämnda stiftelsen. Föreställningen på Begmancentret, "Du fick svart" var inspirerad av Det sjunde inseglet. Hon återvände till Bergmancentret för Bergmanveckan 2022, denna gång med ett performanceverk inspirerat av Jungfrukällan.  Några månader innan hade hon hållit en "Vinter Olympiad" utanför Lunds konsthall, där hon tävlade mot allmänheten i olika grenar med en twist, inspirerad av en liknande tävlingsuppträdande på Tate Modern 2008.

## Utställningar och utmärkelser
Anna Berndtson har ställt ut på bland annat The Performance Arcade, New Zealand, Edinburgh Festival Fringe, MAC, Birmingham, the Bluecoat Liverpool, Fondation Beyeler, Riehen/Basel,  Bergmancenter, Fårö, Liljevalchs, Stockholm, Haus der Kulturen der Welt, Berlin, The LAB Gallery, Dublin, Artists Space, New York, Kulturhuset, Stockholm, Hebbel am Ufer, Berlin, MoMA PS1 i New York, Van Gogh-museet i Amsterdam och VV2 på Venedigbiennalen.
Hon har haft Residence Stipendium från anrika institutioner så som Bergmangårdarna på Fårö (2013), Nordic Artists' Centre Dalsåsen, Norge (2012), Fire Station Artists' Studios and Arts & Disability Ireland Studio Award, Dublin  (2010)  och Künstlerhäuser Worpswede (2006)  samt tilldelats Arbetsstipendiet från Konstnärsnämnden (2007, 2010–2011, 2016–2017, 2022) liksom bidrag från Aase & Richard Björklunds fond, Malmö (2014 och 2006).

## Verk i urval
- (2002) Not Scared [29]  Anna Berndtson, Not Scared, 3 timmar, Live Performance
- (2004) Untitled [30]

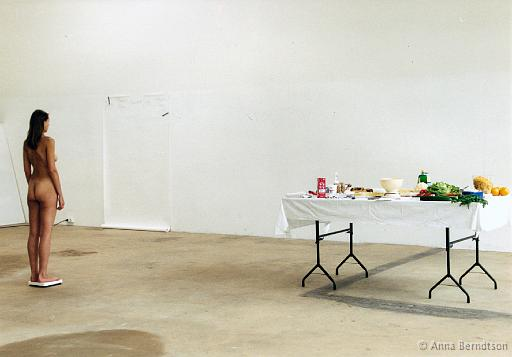
Anna Berndtson, Not Scared, 3 timmar, Live Performance

- (2006) Anna Berndtsons underbara resa genom… [31]
- (2010) Monto [32]
- (2012) Churned [33]
- (2014) Apostlahästarna (per pedes apostolorum)  [34]
- (2018) Scenes from the House [35]
- (2019) Borg – again –  [36]
- (2020) Cycle[37]
- (2022) VinterLund Spelen 2022 [38]
- (2022) Källan [39]